# قاموس القوافي
قاموس القوافي هو كتاب يخدم الباحثين عن كلمة تصلح قافية في قصيدة. حيث حشدت الكاتبة ما أمكنها من ألفاظ لتكون عوناً للناظم والشاعر الذي يودّ التعويل على بحور الشعر العربي الخليلية. وافتتحت كل حرف من حروف العربية بأبيات تعتبر تطبيقاً أولياً لكل قافية. ومهدت للقاموس بمدخل عن علم العروض، ولمحة عن عناية العلماء به، مع سرد لبحور الشعر العربي الستة عشر.

## الطبعة الأولى
صدرت الدار هذه الطبعة الأولى بمقدمة وافية هي دراسة شاملة عن القافية في الشعر العربي للدكتور محمد حماسة عبد اللطيف، الأستاذ بكلية العلوم، جامعة القاهرة، تحدث فيها عن عناية القدماء بالقافية والوزن. فشرح مصطلح القافية، ودور القافية في الشعر، والروي الذي تبنى عليه القصيدة، والحروف التي تصلح رويّا. وتحدث عن ألقاب حروف القافية، وألقاب حركات القافية، وأنواع القافية، وعيوب القافية.